# حمید احداد
حمید احداد (انگلیسی: Hamid Ahadad؛ زادهٔ ۳۰ نوامبر ۱۹۹۴) بازیکن فوتبال اهل مراکش است.
از باشگاه‌هایی که در آن بازی کرده‌است می‌توان به باشگاه ورزشی زمالک اشاره کرد.